# Yonatan Jordan Mosquera
Yonatan Jordan Mosquera (Armenia de Quindío, 13 settembre 1992) è un calciatore colombiano, attaccante del Bella Vista.

## Caratteristiche tecniche
È un centravanti.

## Carriera
Cresciuto nel settore giovanile del Defensor Sporting, ha esordito in prima squadra il 1º gennaio 2012 disputando l'incontro di Primera División Profesional vinto 1-0 contro il Cerro Largo.